# Aleksandr Mamut
Aleksandr Leonidovič Mamut (Mosca, 29 gennaio 1960) è un avvocato, banchiere e imprenditore russo con cittadinanza israeliana, che, secondo la rivista Forbes, nel 2021 ha un patrimonio di circa 2,3 miliardi di dollari. Dal 2022 ha lasciato la Russia e vive in Israele.

## Biografia
È figlio di Leonid Solomonovič Mamut, insigne giurista sovietico e costituzionalista che partecipò alla stesura della Costituzione della Federazione Russa, e dell'avvocata Cicilia Ludwigovna. Dopo gli studi ginnasiali, Aleksandr Mamut frequenta l'Università statale di Mosca dove consegue la laurea in giurisprudenza. Negli anni '90 diventa consigliere di Boris El'cin ed amico di sua figlia, Tatjana Djačenko. Aleksandr inizia la sua carriera in qualità di avvocato.
Nel 1990, con Andrej Gloriozonov, fonda la Imperial Commercial Bank. Tra i clienti più importanti si annoverano Gazprom e LUKoil. Nel frattempo, era co-fondatore e direttore di Sedmoy Continent dal 1993 al 1997. Era il fondatore di ALM Development ed è rimasto un investitore fino al 2001. Nello stesso anno fonda lo studio legale ALM Consulting di cui è stato managing partner fino al 1993, anno in cui fonda la Project Finance Company che dirige fino al 1998.
Mamut è stato presidente di Moscow Business World (MDM-Bank) dal 1999 al 2002. È un grande investitore in Ingosstrakh, la compagnia di assicurazioni, e Troika-Dialog, una banca di investimento. Ha anche investito in Polymetal International, una società mineraria, e PIK Group, una società di costruzioni. Ha fondato la SUP Company nel 2006, e ha acquisito LiveJournal Russia nel 2007.

### Editoria e informazione
Nel 2011 ha rilevato Waterstone's, una grande catena di librerie inglesi indebitata per 240 milioni di euro.
Nel 2014, diventò il presidente di Rambler&Co. È stato anche il proprietario di Lenta.ru, un sito di notizie, fino al 2020 quando ha venduto il Rambler Media Group alla Sberbank. Nel 2017 acquista Cinema Park e Formula Kino, due grandi catene di cinema in Russia.

## Famiglia
Mamut è vedovo dal suo secondo matrimonio. Ha cinque figli.

## Filantropia
Mamut è stato presidente del consiglio di amministrazione di Teatr Praktika, un teatro il cui direttore era Eduard Boyakov. Nel 2009, è stato presidente del consiglio di amministrazione dell'Istituto Strelka per i media, l'architettura e il design. L'Istituto mira a cambiare il paesaggio delle città russe. Nel 2016, Mamut ha annunciato che avrebbe lasciato in eredità la maggior parte della sua fortuna a istituzioni e fondazioni umanitarie illuminate che lavorano per il bene del paese.